# Diecezja Arua
Diecezja Arua (łac. Diœcesis Aruaensis) – diecezja rzymskokatolicka w Ugandzie, z siedzibą w Arua. Sufragania metropolii Gulu. Powstała w 1958, od 1996 w obecnym kształcie terytorialnym.

## Główne świątynie
- Katedra: Katedra Najświętszego Serca Pana Jezusa w Arua
- Bazylika mniejsza: Bazylika Najświętszej Maryi Panny w Lodonga

## Biskupi diecezjalni
- Bp Sabino Ocan Odoki (od 2010)
- Bp Frederick Drandua (1986 - 2009)
- Bp Angelo Tarantino M.C.C.I. (1959 – 1984)